# Aero Caribbean
La empresa Aero Caribbean S.A fue una compañía aérea con base en La Habana, Cuba, fusionada actualmente con Cubana de Aviación, que operaba vuelos regulares nacionales e internacionales, así como vuelos chárter, principalmente en El Caribe y América Central. Su base principal de operaciones estaba en el Aeropuerto Internacional José Martí de La Habana.

## Historia
La aerolínea fue creada en 1982, e inició sus operaciones el 2 de diciembre de ese año. Fue creada por el Gobierno cubano para ofrecer vuelos de cabotaje y chárter regionales, a fin de complementar o sustituir vuelos de Cubana. Era propiedad en su totalidad del Gobierno de Cuba.Se fusionó con Cubana de Aviación en 2015.

## Antiguos destinos
Aero Caribbean ofrecía los siguientes destinos:
| Países               | Destinos            | Aeropuertos                                    |
| -------------------- | ------------------- | ---------------------------------------------- |
| Cuba                 | Baracoa             | Aeropuerto Gustavo Rizo                        |
| Cuba                 | Bayamo              | Aeropuerto Carlos Manuel de Céspedes           |
| Cuba                 | Camagüey            | Aeropuerto Internacional Ignacio Agramonte     |
| Cuba                 | Cayo Coco           | Aeropuerto de Cayo Coco                        |
| Cuba                 | Cayo Coco           | Aeropuerto Internacional de Jardines del Rey   |
| Cuba                 | Cayo Largo del Sur  | Aeropuerto Internacional Vilo Acuña            |
| Cuba                 | Holguín             | Aeropuerto Internacional Frank País            |
| Cuba                 | La Habana           | Aeropuerto Internacional José Martí            |
| Cuba                 | Las Tunas           | Aeropuerto Hermanos Ameijeiras                 |
| Cuba                 | Manzanillo          | Aeropuerto Internacional Sierra Maestra        |
| Cuba                 | Moa                 | Aeropuerto Orestes Acosta                      |
| Cuba                 | Nueva Gerona        | Aeropuerto Rafael Cabrera                      |
| Cuba                 | Santiago de Cuba    | Aeropuerto Internacional de Santiago de Cuba   |
| Cuba                 | Varadero            | Aeropuerto Juan Gualberto Gómez                |
| Guatemala            | Ciudad de Guatemala | Aeropuerto Internacional La Aurora             |
| Haití                | Puerto Príncipe     | Aeropuerto Internacional Toussaint Louverture  |
| Honduras             | San Pedro Sula      | Aeropuerto Internacional Ramón Villeda Morales |
| Islas Caimán         | George Town         | Aeropuerto Internacional Owen Roberts          |
| México               | Mérida              | Aeropuerto Internacional de Mérida             |
| México               | Villahermosa        | Aeropuerto Internacional Carlos Rovirosa Pérez |
| Nicaragua            | Corn Island         | Aeropuerto de Corn Island                      |
| Nicaragua            | Managua             | Aeropuerto Internacional Augusto C. Sandino    |
| República Dominicana | Punta Cana          | Aeropuerto Internacional de Punta Cana         |
| República Dominicana | Santo Domingo       | Aeropuerto Internacional Las Américas          |

## Flota histórica
Aero Caribbean tuvo en su flota las siguientes aeronaves:
| Aeronaves                   | Total | Introducido | Retirado | Matrículas |
| --------------------------- | ----- | ----------- | -------- | --- |
| Antonov An-24               | 2     | 1995        | 2006     | CU-T882 (rrg. CU-T1500) y CU-T1536 (rrg. CU-T1257)                                                                          |
| Antonov An-26               | 4     | 1984        | 2003     | CU-T110, CU-T1408, CU-T1111 y CU-T112                                                                                       |
| ATR 42-300                  | 3     | 1998        | 2015     | CU-T1296 (rrg. CU-T1509), CU-T1550 y CU-T1298 (rrg. CU-T1512)                                                               |
| ATR 72-200                  | 5     | 2004        | 2015     | CU-T1548, CU-T1549, CU-T1544, CU-T1545 y CU-T1547                                                                           |
| Boeing 737-200              | 2     | 2009        | 2012     | XA-UHY y XA-TWR |
| Boeing 737-400              | 1     | 2012        | 2013     | EC-LTC |
| Bristol Britannia           | 3     | 1984        | 1993     | CU-T114, CU-T120 y CU-T121                                                                                                  |
| Douglas DC-3                | 1     | 1983        | 1996     | CU-T113 (rrg. CU-T127) |
| Douglas DC-8                | 1     | 1984        | 1984     | 9Q-CBF |
| Embraer EMB 110 Bandeirante | 4     | 2004        | 2015     | CU-T1540, CU-T1552, CU-T1541 y CU-T1551                                                                                     |
| Ilyushin Il-14              | 1     | 1984        | 1999     | CU-T925 |
| Ilyushin Il-18              | 18    | 1991        | 2015     | CU-T1539, CU-T1269, CU-T1546, CU-T1270, CU-T1268 (rrg. CU-T1517), CU-C132 (rrg. CU-C1515), CU-T131 y CU-T900 (rrg. CU-C900) |
| Fairchild F-27              | 1     | 1995        | 1995     | CU-T129 |
| Yakovlev Yak-40             | 6     | 1990        | 2005     | CU-T1232, CU-T1538, CU-T1450 (rrg. CU-T1537), CU-T1203, CU-T1211 y CU-1213                                                  |

## Accidentes
- El 15 de noviembre de 1992, el avión con matrícula CU-T1270, procedente de República Dominicana, realizó un vuelo controlado contra el terreno en Loma Isabel de Torres, en la ciudad San Felipe de Puerto Plata.[5][6] En el accidente murieron sus 34 ocupantes (6 tripulantes y 28 pasajeros): 16 dominicanos, 16 cubanos y 2 italianos, incluidos el equipo de ajedrez de la ciudad de San Francisco de Macorís, así como un prestigioso trebejista-entrenador cubano  (Adelkis Remón Gay), oriundo de Holguín, Cuba. La tragedia se produjo cuando, pasadas las 6 de la tarde, la aeronave Ilyushin-18D se estrelló a 850 metros de altura contra el macizo izquierdo de la mencionada elevación.
- El 4 de noviembre de 2010, el vuelo 883 sufrió un accidente cerca de la presa Zaza, el mayor embalse de Cuba. En la aeronave viajaban 61 pasajeros y 7 tripulantes, de ellos 40 cubanos y 28 extranjeros. No hubo sobrevivientes.[7]